# Dendropsophus minusculus
Dendropsophus minusculus é uma espécie de anfíbio da família Hylidae. Pode ser encontrada no Brasil, Colômbia, Venezuela, Guiana, Suriname, Guiana Francesa e Trinidad e Tobago.